# Fuerza g
La fuerza g es una medida de aceleración, tratada en la lengua general como una fuerza, aunque en rigor no sean las mismas magnitudes físicas. Está basada en la aceleración que produciría la gravedad de la Tierra en un objeto cualquiera. Una aceleración de 1 g es generalmente considerado como igual a la gravedad estándar, que es de 9,80665 metros por segundo cada segundo, o metros por segundo al cuadrado (m/s²).
Se escribe con g minúscula, para diferenciarla de la constante de gravitación universal, que es G mayúscula. Va en cursiva, a diferencia del símbolo del gramo, que va en redonda.
La fuerza g para un objeto es de 0 g en cualquier ambiente sin gravedad, como el que se experimenta en el interior de una nave o habitáculo en caída libre o en un satélite orbitando la Tierra, y de 1 g a cualquier objeto estacionario en la superficie de la Tierra al nivel del mar. Por otra parte, las fuerzas g pueden ser mayores a 1, como en una montaña rusa, en una centrifugadora o en un cohete.
La medición de las fuerzas g se hace por medio de un acelerómetro.

## Origen de estas fuerzas

En vuelo recto y nivelado, la sustentación (L) es igual al peso (W). En un viraje de de 60° de alabeo, la sustentación es igual al doble del peso (L=2W). El piloto experimenta 2 g y un peso doble. Cuanto mayor es el ángulo de alabeo, mayores son las fuerzas g.

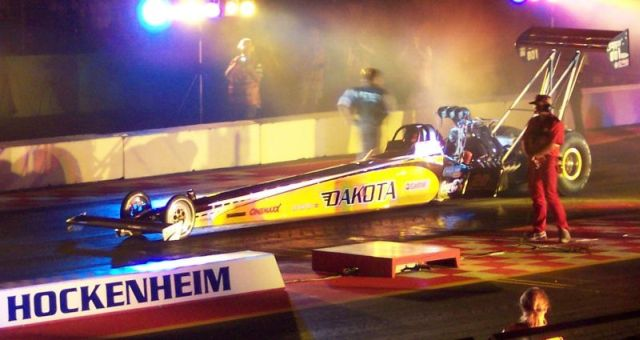
Este dragster de combustible superior puede acelerar de cero a 160 km/h en 0.86 segundos. Esta es una aceleración horizontal de 5,3 g. Combinado con la fuerza g vertical en el caso estacionario, el teorema de Pitágoras produce una fuerza g de 5,4 g.

La aceleración es un fenómeno familiar para cualquiera que se haya subido a un automóvil, experimentándose en cada cambio de dirección y velocidad respecto al punto de referencia. Cuando cambian algunas de estas, se pueden sentir cambios laterales (de lado a lado) y longitudinales (de adelante hacia atrás).
La aceleración y la fuerza g puede ser expresada en términos más familiares: Una aceleración de 1 g es la variación de la velocidad en aproximadamente 35 km/h o 9,8 m/s en el lapso de 1 segundo. Un automóvil de alto rendimiento puede frenar (desacelerar) a aproximadamente 1 g. Esto significa que un automóvil que viaje a 105 km/h y frene en 1 segundo experimentará una fuerza de 3 g.

## Aceleración y fuerzas

Tercera ley de Newton: ley de las fuerzas opuestas.

En 1687 Newton escribió sus conocidas leyes de Newton. En su segunda ley, la ley de la aceleración, Newton planteó una ecuación que reducida se escribe como F=m•a. Esta fórmula enuncia que la fuerza (F) que actúa sobre un cuerpo es igual a la masa (m) multiplicado por la aceleración (a).
En la tercera ley de Newton, la ley de las fuerzas opuestas, dice:

Todas las fuerzas ocurren en pareja, y cada una de esas fuerzas es igual a la otra, solo que en sentido opuesto.

Para Newton (y para todos nosotros), su tercera ley determinaba que la gravedad actuando hacia abajo no era la única fuerza que actuaba para mantener tus manos abajo. Simultáneamente, para levantar tus manos debes aplicar una fuerza mayor a esta en la dirección opuesta, es decir, hacia arriba. Cuando lanzas una piedra hacia el suelo, no hay fuerzas que actúan en la dirección contraria, por lo que acelerará. Esto está de acuerdo con la primera ley de Newton: la ley de inercia.

## Ecuación para fuerza g
Para calcular la fuerza que actúa sobre un cuerpo de masa m, en un campo gravitatorio de aceleración de la gravedad g, según la segunda  ley de Newton:
{\displaystyle \mathbf {F} =m\cdot \mathbf {g} }
Donde si la masa se expresa en kg, y la aceleración g en m/s², la fuerza F se obtendrá en newton. La fuerza: F, al ser una magnitud vectorial tiene la misma dirección y sentido que la aceleración G.

## Tolerancia humana
La tolerancia humana depende de la magnitud de la fuerza g, la duración, la dirección, el lugar aplicado y la postura del cuerpo.
El cuerpo humano es flexible y deformable (ley de la materia), particularmente los tejidos livianos. Un gran golpe en la cara podría llegar a los cientos de g, pero no produciría ningún daño real; 16 g por un minuto puede ser, sin duda, mortal. Cuando hay vibración de por medio, fuerzas g relativamente bajas pueden dañar seriamente si se encuentran en la frecuencia de resonancia de los órganos y tejidos.
Hasta cierto grado, la tolerancia a las fuerzas g puede ser entrenable, habiendo una considerable variación entre la resistencia de distintos individuos. Algunas enfermedades, como los problemas cardiovasculares, reducen la tolerancia a la fuerza g.
Los aviones, en general, ejercen una gran fuerza g en el eje relacionado con subir y bajar o despegar y aterrizar. Esto causa una gran variación en la presión sanguínea; se puede ver en un avión de combate o de acrobacias, ya que los pilotos se ven expuestos a grandes cambios de gravedad.
En los aviones, las fuerzas g normalmente están orientadas hacia los pies, haciendo que llegue menos sangre al cerebro; causando principalmente problemas de visión y al cerebro. Además causa la casi inmovilidad de las extremidades, ya que deben soportar casi 13 veces su peso. A medida que las fuerzas g aumentan puede ocurrir un desmayo o desvanecimiento por falta de riego sanguíneo en el cerebro.
Recientes experimentos demuestran que las personas sin ninguna clase de entrenamiento pueden llegar a soportar 17 g hacia delante, (comparado contra los 12 g máximos de fuerza hacia atrás) durante muchos minutos sin perder el conocimiento o terminar con daños aparentes.
Capacidad de absorción de relojes mecánicos 5000–7500 G.
- Ralf Schumacher en Indianápolis sufrió un brutal accidente, del que salió sin graves problemas, pero con un pico de 72 g.
- En un viaje en montaña rusa se producen rápidos cambios entre g positivas (a menudo se suelen alcanzar sobre las 4 g) y negativas (sobre -1 g), lo que produce la sensación típica que llama la atención a la gente y hace que estas atracciones gusten tanto.
- Kenny Bräck sufrió un accidente con un pico de 214 g en la categoría Indy Car el año 2003, en Texas. Esto le produjo la fractura de su esternón y fémur, así como el dislocamiento del tobillo y una fractura por compresión en una vértebra, le tomo 18 meses recuperarse, para luego hacer una vuelta rápida en Indianápolis a 366 km/h.

Nota:
el récord mundial voluntario que ha resistido el ser humano en fuerza g es de 82.6 g durante solo 0.04 segundos.